# Godzianów
Godzianów – wieś w Polsce położona w województwie łódzkim, w powiecie skierniewickim, w gminie Godzianów.
Wieś arcybiskupstwa gnieźnieńskiego w ziemi rawskiej województwa rawskiego w 1792 roku. W latach 1954–1972 wieś należała i była siedzibą władz gromady Godzianów. W latach 1975–1998 miejscowość administracyjnie należała do województwa skierniewickiego.
Miejscowość jest siedzibą gminy Godzianów oraz parafii Św. Stanisława, BM.
W Godzianowie urodził się Stanisław Jagiełło – poseł na Sejm, żołnierz Batalionów Chłopskich.

## Edukacja
W Godzianowie znajdują się: przedszkole, hala sportowa oraz szkoła podstawowa i gimnazjum jako Zespół Szkół Ogólnokształcących oraz Zespół Szkół Ponadgimnazjalnych, w którego skład wchodzą liceum ogólnokształcące, liceum profilowane oraz technikum informatyczne i logistyczne. Zespół Szkół Ponadgimnazjalnych kształci również w policealnej szkole zawodowej dla dorosłych w m.in. takich kierunkach jak technik informatyk czy technik obsługi turystycznej.